# Аль-Баки
Джа́ннат аль-Баки́ (араб. جنة البقيع‎) или Баки́ аль-Га́ркад (араб. بقيع الغرقد‎) — кладбище в Медине, Саудовская Аравия, расположено к юго-востоку от мечети Пророка. На кладбище похоронено много родственников Пророка Мухаммада и его сподвижников.

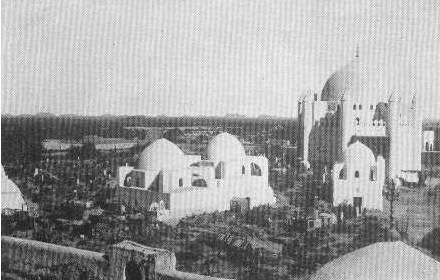
Кладбище аль-Баки до 1925 года.

## История
Когда пророк Мухаммад в сентябре 622 года прибыл из Мекки в Медину, Аль-Баки представляла собой участок земли, заросший дерезой. Во время строительства мечети Пророка, Мухаммад купил этот участок у двух детей-сирот. Первым похороненным на Аль-Баки стал Асаад ибн Зарара, сподвижник Мухаммада из числа ансаров. В 624 году во время битвы при Бадре от болезни умерла дочь Мухаммеда Рукайя. Вскоре после того, как Мухаммед прибыл из Бадра на Аль-Баки был похоронен Усман ибн Мазун, который считается первым похороненным мухаджиром.
Третий праведный халиф Усман ибн Аффан первоначально был погребён в соседнем с Аль-Баки еврейском кладбище. Омейядский халиф Муавия I приказал объединить оба кладбища и построить первый купол над могилой Усмана.
В мае 1925 года по приказу короля Саудовской Аравии — Абдул-Азиза Аль Сауда все мавзолеи на кладбище были снесены в соответствии с нормами Ислама.

## Известные люди, похороненные на кладбище
На кладбище были похоронены сподвижники пророка Мухаммеда и известные исламские деятели:
- Аль-Аббас ибн Абд аль-Мутталиб
- Аиша бинт Абу Бакр
- Сафия бинт Хуяйй
- Абдуллах ибн Масуд
- Аль-Микдад ибн аль-Асвад
- Хасан ибн Али
- Зейн аль-Абидин
- Мухаммад аль-Бакир
- Джафар ас-Садик
- Малик ибн Анас[7]
- Шамиль[8]
- Абдул-Меджид II[9]